# سارا هاردکستل
سارا هاردکستل (انگلیسی: Sarah Hardcastle؛ زادهٔ ۹ آوریل ۱۹۶۹) شناگر اهل بریتانیا بود.
وی در مسابقات کشوری و بین‌المللی در مجموع برندهٔ ۳ مدال طلا، ۴ مدال نقره، ۷ مدال برنز شده‌است.